# Дубик Ігор Іванович
І́гор Іва́нович Ду́бик (позивний: Ду́ба; 27 червня 1963, місто Маріуполь) — 11 жовтня 2023, Юр'ївка, Бахмутський район, Донецька область, Україна) — старший лейтенант 107-го батальйону 109-тої окремої бригади Сил територіальної оборони збройних сил України, учасник російсько-української війни, загинув при виконанні бойового завдання в районі населеного пункту Юр'ївка Бахмутського району Донецької області. Похований 23 серпня 2024 на  Личаківському військовому цвинтарі у Львові.

## Життєпис
Ігор Дубик народився 27 червня 1963 року в місті Жданов (нині Маріуполь) Донецької області, де і прожив все життя. Учився в загальноосвітній школі #60. Закінчив Жданівський металургійний інститут (нині — Приазовський державний технічний університет) за спеціальністю «Електропостачання промислових підприємств» (1980—1985 рр.). Також закінчив військову кафедру за спеціальністю «командир взводу мотопіхоти».
1985—1986 рр. працював головним енергетиком заводу залізобетонних виробів тресту «Кріворожсельстрой».
1986—1995 рр. працював на Жданівському заводі технологічного обладнання медичної промисловості майстром вентиляційної ділянки, майстром механічної ділянки МСЦ#2, старшим майстром механічної ділянки, начальником механічної ділянки.
1995—1999 рр. працював в ТОВ «Азов — Дніпро — Ком» головним інженером. З 1999 р. займався підприємницькою діяльністю — виготовленням столярних виробів.
У 2014 р. почав займатися волонтерською діяльністю, став членом «Маріупольської дружини», керівником силового сектора. Був одним із організаторів мітингів проти війни і агресії РФ проти України.
Брав участь у парламентських виборах 2014 року від 58го округу як кандидат-мажоритарник.
Доброволець «Азов» (2014—2016 рр.). Брав участь у звільненні Маріуполя та у боях за Широкино.
Голова ГО «Патріот», обраний головою спілки ветеранів від Донецької області при Міністерстві ветеранів України.
Під час повномасштабного вторгнення Ігор Дубик одразу пішов до Маріупольського ТРО, щоб стати на захист України. Героїчно обороняв Маріуполь на лівому березі міста та, після отримання важких поранень, опинився в госпіталі на території заводу «Азовсталь». Пройшов полон в Оленівці та на території росії на Білгородщині та в Курську.
Після 200 днів полону, Ігор повернувся на територію України під час обміну військовополоненими 01.12.2022. А вже 24.02.2023, ще не повністю відновившись, Ігор повернувся в стрій. Ігор Дубик загинув 11.10.2023, під час виконання бойового завдання в районі населеного пункту Юр'ївка Донецької області, намагаючись врятувати побратимів.
Дуже любив спорт: професійно займався вільною боротьбою (кандидат у майстер спорту), грав у футбол, шахи. Був ерудованою людиною, зібрав удома велику бібліотеку. Захоплювався нумізматикою та садівництвом, займався бджільництвом.
Побратими запам'ятали Ігоря як надійного і щирого товариша, турботливого начальника, який піклувався про особовий склад.
Цитати Ігоря про війну: «У чоловіка вибір один — захищати свою землю.»
«Нехай люди не втрачають надію.»
Поховали Ігоря 23.08.2024 на Личаківському військовому цвинтарі у Львові.

## Родина
Ігор був люблячим чоловіком, батьком, дідусем. У нього залишилася дружина, двоє дітей, онуки, рідні, друзі, побратими.

## Нагороди
Нагороджений почесним знаком «Маріуполь. Відстояли — перемогли» (14.10.2017)